# Mario Gomboli
Mario Giuseppe Gomboli (Brescia, 18 luglio 1947) è un fumettista, sceneggiatore e illustratore italiano, noto soprattutto come soggettista e direttore responsabile, nonché editore, della serie Diabolik.

## Biografia
Nato a Brescia, quando è ancora bambino la famiglia si trasferisce a Milano dove, quando è studente al Liceo Scientifico Statale “Alessandro Volta”, conosce un compagno di classe, Alfredo Castelli, con il quale collabora alla redazione del giornale scolastico Il pilone; Gomboli confida a Castelli che vorrebbe proseguire gli studi ma di avere ridotte disponibilità economiche e allora Castelli, che aveva incominciato a collaborare come fumettista con Astorina, casa editrice della serie gialla Diabolik, conoscendo la sua passione per i romanzi gialli, gli fa leggere alcuni albi e gli presenta le autrici ed editrici, Angela e Luciana Giussani, con lo scopo di farlo lavorare da soggettista. Gomboli nel 1966 inizia quindi a fornire alcuni soggetti iniziando una collaborazione con la serie che si protrarrà con qualche interruzione per tutta la vita; per Diabolik fornirà sempre e solo soggetti, senza scrivere mai sceneggiature.
Nel 1967 inizia a collaborare con Maria Perego alle sceneggiature della serie televisiva Lupo Lupone e Cappuccetto a pois. L'anno successivo, con Castelli, Marco Baratelli e Carlo Peroni, fonda la rivista satirica Tilt, edita da Florenzo Ivaldi. Nel 1969 scrive anche i testi per il Carosello della Rai e collabora ad alcune Fiabe sonore della Fabbri Editori; nello stesso periodo scrive soggetti per le riviste a fumetti Horror e Psyco, oltre alle sceneggiature per la serie nera di Genius, disegnata da Milo Manara.
Sempre con Castelli, nel 1972 collabora alla rivista Sorry. Intanto completa gli studi laureandosi al Politecnico di Milano in Architettura e fondando uno studio con altri, Arcoquattro, che realizzerà alcuni progetti per il Carosello della Rai che verranno premiati nel 1975 al Festival della fantascienza; in questo periodo, dal 1975 al 1977, è vicedirettore del Salone Internazionale dei Comics a Lucca. Collabora dal 1973 con la rivista francese Pif Gadget ideando alcune serie comiche come Zoo Pazzo, illustrate da Massimo Mattioli e la serie di Milo Marat disegnata da Bonvi, che vengono poi pubblicate anche in Italia dal Corriere dei ragazzi Esordisce poi come autore completo disegnando la serie Zoo Pazzo, che verrà pubblicata in volume da Rizzoli nel 1974, e lavorando come illustratore per diverse pubblicazioni come Cosmopolitan, Annabella, Topolino e L'Europeo fino al 1982, quando, dopo aver vinto un concorso per una cattedra di Composizione architettonica della Facoltà di Architettura di Algeri, si trasferisce in Algeria per un anno.
Ritornato in Italia, progetta il marchio di Retequattro per la Mondadori e riprende l'attività dello studio Arcoquattro, iniziando a lavorare a libri per l'infanzia per diversi editori producendo oltre un centinaio di titoli; in questo periodo inizia a collaborare con il mondo della pubblicità realizzando personaggi testimonial di alcune campagne pubblicitarie. Nel 1989 collabora all'ideazione della rivista Airone Junior, cui poi collabora con articoli e illustrazioni.
Nel 1993 riprendere i contatti con la casa editrice Astorina ricominciando a scrivere soggetti per Diabolik e, dal 1994, ne diventa responsabile dei soggetti; dal 1999 diventa socio e direttore generale della stessa casa editrice; dopo la morte di Luciana Giussani, assume la responsabilità della gestione del personaggio e della testata di Diabolik.
Dal 26 giugno 2000 è giornalista pubblicista.
Nel 2023 realizzò con Fulco Pratesi il cartone dello Zecchino d'Oro 2023 I numeri